# Список рыб, занесённых в Красную книгу Кыргызстана
Список рыб, занесённых в Красную книгу Кыргызстана

## ОтрядКарпообразные
- Семейство Карповые
  - Щуковидный жерех, или жерех-лысач (кирг. Кашка) Aspiolucius esocinus (Kessler, 1874)
  - Остролучка, или чуйская остролучка (кирг. Учтуу канат) Capoetobrama kuschakewitschi (Kessler, 1872) ssp. orientalis Nikolsky, 1934
  - Короткоголовый, или аральский, усач (кирг. Теңге балык) Barbus brachycephalus Kessler, 1872
  - Туркестанский усач (кирг. Кадимки ит мурун) Barbus capito (Güldenstädt, 1773) ssp. conocephalus Kessler, 1872
  - Иссык-кульская маринка (кирг. Сазан кара балыгы) Schizothorax issykkuli  (Berg, 1907)
  - Иссыккульский голый осман (кирг. Көк чаар, Ала буга) Diptychus dybowskii Kessler, 1874 ssp. lansdelli (Günther, 1889)

## ОтрядСомообразные
- Семейство Багариевые, или Горносомиковые (Sisoridae)
  - Туркестанский сомик (кирг. Түркстан жаяны, Жаян балык, Лакка) Glyptosternum reticulatum McClelland, 1842